# Concert per a piano (Moszkowski)
El Concert per a piano en mi major, op. 59, de Moritz Moszkowski fou estrenat a la Gran Bretanya per la London Philharmonic el 12 de maig de 1898. Moszkowski va escriure una gran quantitat de música amb una brillant influència de la música espanyola. Aquest concert, però, sembla més lligat a la música russa, com Txaikovski o Rakhmàninov. Moszkowski va ser un pianista virtuós que va viatjar extensivament per tot Europa. Va debutar a Berlín a amb dinou anys i Franz Liszt va expressar la seva admiració per ell. Altament influent com a mestre, Moszkowski va ensenyar al Conservatori Kullak a Berlín i més tard a París. Molts nord-americans van acudir a Europa per estudiar amb ell, com ara Josef Hofmann.